# Hebungsprall
Als Hebungsprall oder auch Hochtonhiatus bezeichnet man in der Verslehre das unmittelbare Aufeinanderstoßen zweier Hebungen (Doppelhebung), das eine Unterbrechung im rhythmischen Fluss des Verses erzeugt und beim Vortrag durch ein kurzes Innehalten wiedergegeben wird.
Er entsteht im füllungsfreien Vers durch Wegfall der Senkung (nullsilbige Senkung), durch Anaklasis oder an der Grenze zwischen zwei Versen, wenn der erste Vers mit stumpfer Kadenz, also mit einer Hebung endet und der folgende Vers auftaktlos mit einer Hebung beginnt. Ein Beispiel dafür ist die Vagantenstrophe, in welcher der erste und dritte Vers stumpf endet und das Versmaß trochäisch ist, also auftaktlos. Im Tischlied von Goethe hört sich das so an:
Mích ergréift, ich wéiß nicht wíe,
Hímmlischés Behágen.
Der Hebungsprall zwischen „wie“ und „Himm-“ markiert hier die Versgrenze.
Gleiches gilt bei Zäsur und Dihärese, regelmäßig zum Beispiel in der Nachbildung des Pentameters:
Nícht die éherne Brúst  ‖  rǘhrt es des stýgischen Zéus
—◡—◡◡— ‖ —◡◡—◡◡—
Hier liegt Hebungsprall durch Aufeinanderfolgen der beiden betonten Wörter „Brust“ und „rührt“ vor, der die Dihärese des Pentameters markiert.
Eine wesentliche Funktion hat der Hebungsprall in der Nachbildung des antiken Spondeus im Deutschen an Stellen, wo eine mögliche Zäsur verwirklicht werden soll, zum Beispiel bei den Zäsuren des Hexameters:
Hö́re den Schwúr  |  Zéus sélber,  ‖  der dónnernde Gátte der Hére!
—◡◡ˌ— | —ˌ—◡ ‖ ◡ˌ—◡◡ˌ—◡◡ˌ—◡
In diesem Beispiel der Nachbildung eines homerischen Hexameters mit Trithemimeres als Nebenzäsur entsteht Hebungsprall durch die betonten Silben „Schwur“ und „Zeus“.